# Remparts d'Avallon
Les remparts d'Avallon constituent un ensemble de fortifications – tours, murailles, portes et bastions – situé à Avallon (Yonne, Bourgogne-Franche-Comté), en France.
La petite ville d'Avallon  est située sur un promontoire dominant la vallée du Cousin, avec un dénivelé de presque 100 mètres. Deux petits cours d'eau, affluents du Cousin, ont entaillé profondément le plateau, jusqu'à présenter une configuration en éperon barré.
Ce site naturellement protégé a connu une implantation humaine ancienne. Il a été occupé par un oppidum gaulois, puis par une importante ville gallo-romaine. Au cours de son histoire mouvementée, Avallon s'est protégée en complétant ses défenses naturelles par des fortifications.
Des premières enceintes qui ont très probablement existé - gauloise, gallo-romaine et du Haut Moyen Âge, il ne reste rien. Mais on connait mieux les périodes de construction ultérieures :
- XIIe siècle
- début du XVe siècle
- fin du XVIe siècle

## Localisation
La fortification est située dans le département français de l'Yonne, sur la commune d'Avallon.

## Historique

### Première période de construction
À partir de l'époque gallo-romaine, Avallon se développe, profitant de sa situation proche de la via Agrippa. Mais sa prospérité attire les convoitises et la cité subit plusieurs sièges et pillages lors du Haut Moyen Âge : prise de la ville en 715 par Savaric, évêque d'Auxerre, invasion des Sarrazins en 731, des Normands en 843.
Pour se protéger, Avallon s'entoure d'une enceinte fortifiée.
Mais à la fin du Xe siècle, elle est convoitée par de puissants seigneurs : les ducs de Bourgogne et les rois de France. Il en sera ainsi jusqu'au rattachement de la Bourgogne au royaume de France, après la mort de Charles le Téméraire en 1477. En effet, l'importance stratégique d'Avallon tient moins à sa population qu'à son rôle de poste avancé de la Bourgogne, face au domaine royal des Capétiens.
En 1002, Otte-Guillaume succède à son beau-père à ta tête du duché, aussitôt contesté par le roi Robert le Pieux qui annexe le duché en 1004. En 1005, Robert prend Auxerre, puis assiège Avallon, considérée alors comme une place-forte bien défendue : « l'une des clés de la province » aux dires de l'historien Ernest Petit. Les assiégés résistent trois mois avant de se rendre. Le roi fait alors massacrer ou chasser les habitants. Puis il fait raser les remparts et détruire le château. En 1022, Avallon est toujours en ruine avec une population réduite à 300 habitants. La cité mettra longtemps avant de se relever.

### Deuxième période de construction
En 1214, les habitants d'Avallon obtiennent une charte d'affranchissement de leurs seigneurs : le duc de Bourgogne, le prieur de Saint-Martin d'Autun et les chanoines de Saint-Lazare. Ils sont désormais libres de désigner leurs échevins et de veiller eux-mêmes à la sécurité de la ville. On élargit l'enceinte pour entourer les nouveaux quartiers et l'on répare les parties existantes. On reconstruit également les deux portes principales d'Avallon.
Au XVe siècle, pendant la guerre de Cent Ans, les ducs de Bourgogne Jean sans Peur et Philippe le Bon font renforcer les défenses de la ville, car ils sont en conflit avec le roi de France. Jean sans Peur fait édifier en 1404 la tour Beurdelaine et en 1419 renforce la porte Auxerroise et fait installer des bombardes dans les tours. Son fils, Philippe le Bon, continue de fortifier la ville en 1455. Il fait adapter les remparts pour l'usage des armes à feu et fait élever dix-huit tours dont six existent encore (tour du Chapitre, tour Gaffay, tour Gaujard, tour des Vaudois, bastion de la Côte-Gally et un autre bastion). Enfin, il fait construire une tour servant de porte et de beffroi, et permettant d'y poster un guetteur, la tour de l'Horloge.

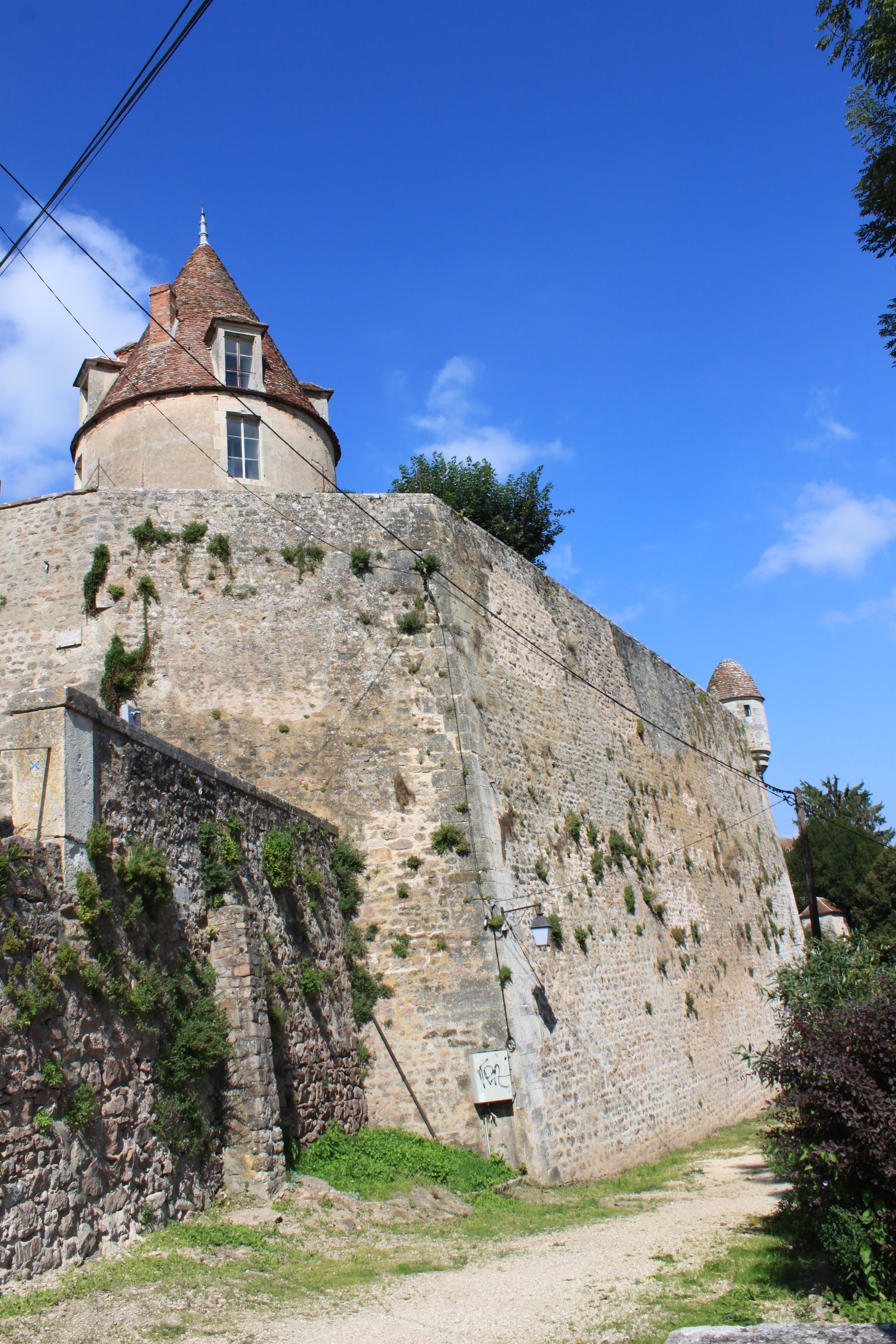
Tour Beurdelaine construite en 1404 et son bastion.
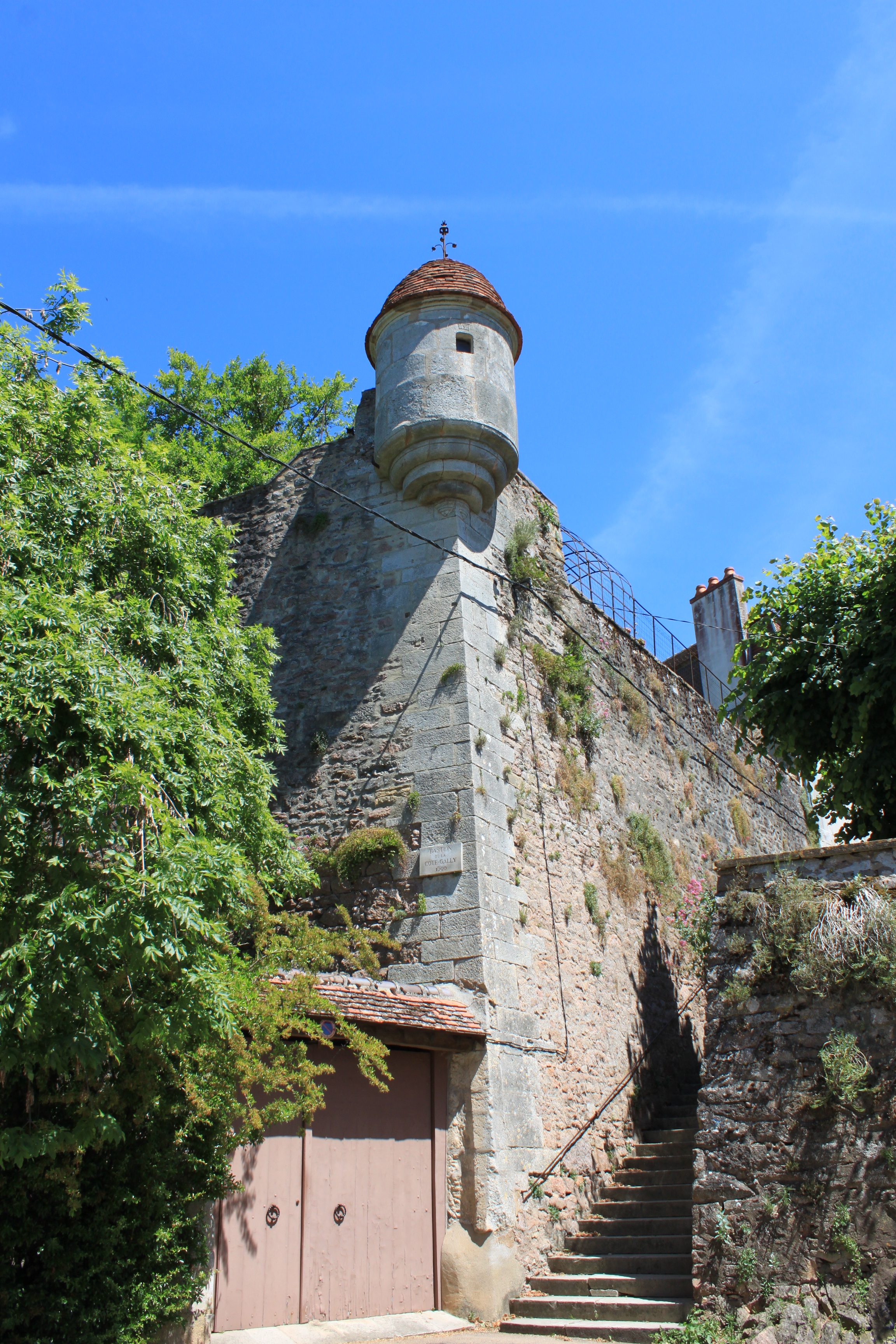
Bastion de la Côte-Gally.
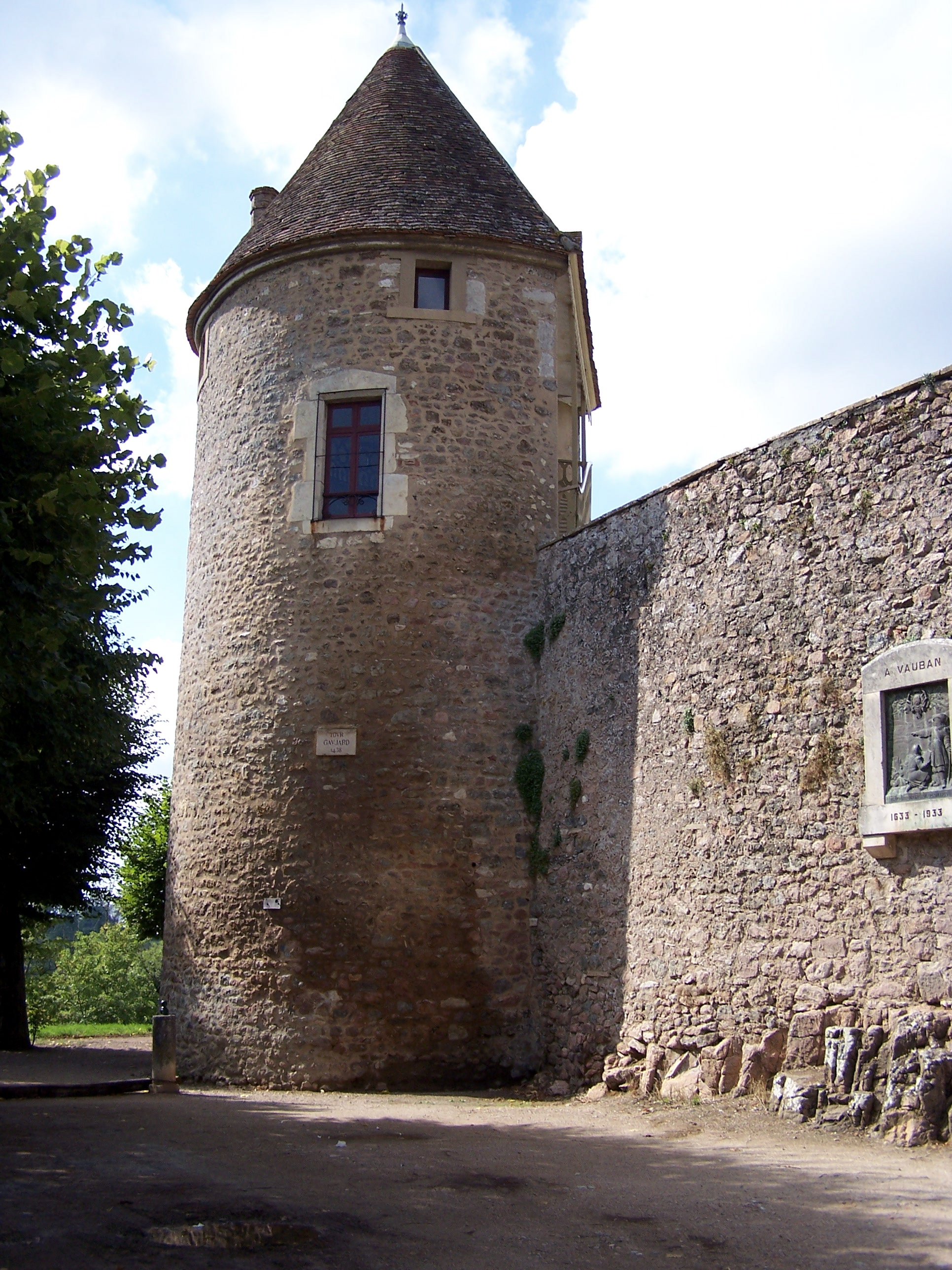
Tour Gaujard construite en 1438.

### Après leXVIIesiècle
Au cours du XVIIe siècle, le royaume de France est en paix et la ville cesse d'entretenir les fortifications et tours, qu'elle loue à des particuliers. Par ailleurs, Avallon est à l'étroit dans son enceinte et les trois portes principales sont détruites afin de permettre l'extension de la ville en 1764 et 1777.
Depuis 1926, les vestiges des anciennes fortifications sont inscrits aux monuments historiques. Aujourd'hui, Avallon bénéficie de sa situation de « porte du Morvan » et du cadre préservé de sa vieille ville, avec ses rues étroites et ses maisons anciennes. Les remparts, tours et bastions contribuent également au charme d'Avallon et renforcent ses attraits sur le plan touristique.
L'édifice est inscrit au titre des monuments historiques en 1926.

## Description

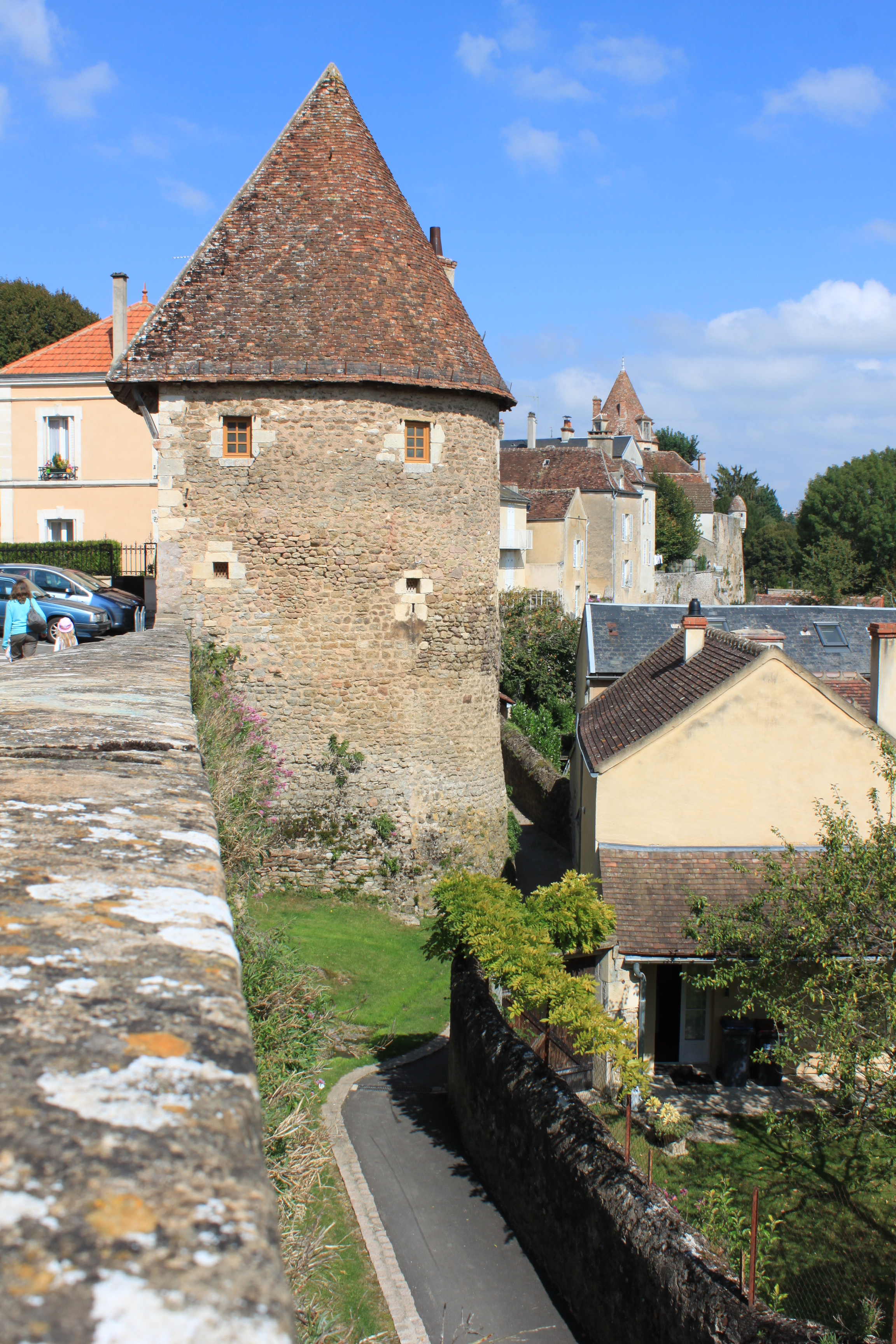
La tour de l'Escharguet, surplombant la vallée du Cousin.

Au Moyen Âge, à la fin de la guerre de Cent Ans, Avallon dispose d'une vingtaine de tours chargées d'assurer la défense de la ville.
L'une des tours de défense ayant survécu à la destruction des remparts au XVIIe siècle est la tour de l'Escharguet (du vieux français escharguetier, qui veut dire: faire le guet), elle était également pourvue d'une échauguette. Au Moyen Âge, cette tour à demi-ronde servait à assurer une surveillance renforcée lors des périodes de trouble du haut de ses deux étages. En 1522, la tour est louée pour 100 sous par mois à un particulier, chirurgien barbier, chargé de combattre les épidémies de peste qui frappent la ville. Au XVIIIe siècle, c'est un vacher et ensuite une vachère qui loue le bâtiment à la ville. Aujourd'hui, le monument est propriété de la ville d'Avallon.

## Annexe